# Дубки (Торжокский район)
Дубки — деревня в Торжокском районе Тверской области. Входит в состав Сукромленского сельского поселения.

## География
Деревня находится в центральной части региона, в зоне хвойно-широколиственных лесов, в пределах восточной оконечности Валдайской возвышенности, в 400 метрах от деревни Захаркино. 

### Климат
Климат характеризуется как умеренно континентальный, влажный, с морозной зимой и умеренно тёплым летом. Среднегодовая температура воздуха — 3,9 °C. Средняя температура воздуха самого холодного месяца (января) — −10,2 °C (абсолютный минимум — −48 °C); самого тёплого месяца (июля) — 16,9 °C (абсолютный максимум — 35 °C). Вегетационный период длится около 169 дней. Годовое количество атмосферных осадков составляет около 575—600 мм, из которых большая часть выпадает в тёплый период. Снежный покров держится в течение 135 −140 дней. Среднегодовая скорость ветра варьирует в пределах от 3,1 до 4,1 м/с.

## История
На карте Мёнде деревня Дубки Сукромленской волости Новоторжского уезда имеет 5 дворов.
По состоянию на 12 июля 1929 года деревня входила в Захаркинский сельсовет Новоторжского района.
До 2005 года деревня Дубки входила в Сукромленский сельский округ.

## Население
В 2008 году в деревне постоянно проживало 2 человека.
| 2010 |
| ---- |
| 1    |

## Инфраструктура
Личное подсобное хозяйство.

## Транспорт
Просёлочная  дорога к соседней Захаркино.